# Kacy Catanzaro
Pour les articles homonymes, voir Catanzaro (homonymie) et Chance.
 (décembre 2023).
Kacy Esther Catanzaro (née le 14 janvier 1990 à Glen Ridge (New Jersey)) est une gymnaste et catcheuse (lutteuse professionnelle) américaine. Elle travaille actuellement à la World Wrestling Entertainment, dans la division Raw, sous le nom de Katana Chance.
Elle fait partie de l'équipe de gymnastique de l'université de Towson jusqu'à la fin de ses études en 2012 avant d'intégrer le casting de la version américaine de Ninja Warrior. En 2017, elle signe un contrat avec la WWE.

## Jeunesse
Kacy Catanzaro grandit dans le New Jersey. Elle montre rapidement des prédispositions pour la gymnastique et s'entraîne d'abord à Gymnastics World Inc., une école de gymnastique basée à Nutley, jusqu'à ses 12 ans puis à Rettigs Gymnastics, une autre école à Cedar Knolls (en).

## Carrière de gymnaste
En 2007, elle a atteint le 10e niveau aux championnats de gymnastique du New Jersey et s'est classée 5e dans la division Senior-A.
L'année suivante, elle a atteint le même niveau et s'est classée 3e dans la même division.
Le 8 avril 2012, elle est nommée gymnaste régionale de l'année par le National Collegian Athletic Association.

## Carrière de catcheuse

### World Wrestling Entertainment (2017-...)

#### Débuts àNXTet championne par équipes deNXTavec Kayden Carter (2017-2023)
Le 8 janvier 2017, elle effectue une période d'essai à la World Wrestling Entertainment au WWE Performance Center.
Le 28 août pendant le tournoi Mae Young Classic, elle signe officiellement avec la compagnie.
Le 19 avril 2018 lors d'un House Show de NXT, elle fait ses débuts en tant que Face, sous le nom de Kacy Catanzaro, dispute son premier match, mais perd face à Reina Gonzalez.
Le 27 janvier 2019 au Royal Rumble, elle fait ses débuts dans le roster principal, entre dans son tout premier Women's Royal Rumble match en 19e position, mais se fait éliminer par Rhea Ripley.
Le 5 février 2020 à NXT, elle fait ses débuts, dispute son premier match dans un show télévisé, mais perd face à Mercedes Martinez.
Le 17 juin à NXT, elle s'allie officiellement avec Kayden Carter mais ensemble, les deux catcheuses perdent face à Dakota Kai et Raquel Gonzalez.
Le 3 février 2021 à NXT, elles participent au tournoi Women's Dusty Rhodes Tag Team Classic, mais perdent face aux mêmes adversaires en demi-finale.
Le 8 mars 2022 à NXT, elles reparticipent au tournoi Women's Dusty Rhodes Tag Team Classic, mais perdent face à Io Shirai et Kay Lee Ray en demi-finale.
Le 4 juin à NXT In Your House, elles ne remportent pas les titres féminins par équipes de NXT, battues par Toxic Attraction (Gigi Dolin et Jacy Jayne).
Le 2 août à NXT, elles deviennent les nouvelles championnes par équipes de NXT en prenant leur revanche sur leurs mêmes adversaires et en battant Ivy Nile, Tatum Paxley, Valentina Feroz et Yulisa Leon dans un Fatal 4-Way Elimination Tag Team match, remportant les titres pour la première fois de leurs carrières.
Le 4 février 2023 à NXT Vengeance Day, elles ne conservent pas leurs titres, battues par Fallon Henley et Kiana James, ce qui met fin à un règne de 186 jours.

#### Draft àRawet championne par équipes de la WWE avec Kayden Carter (2023-...)
Le 1er mai à Raw, lors du Draft, elles sont annoncées être officiellement transférées au show rouge par JBL. Le 5 juin à Raw, elles font leurs débuts, disputent leur premier match, mais perdent face aux championnes par équipes de la WWE, Ronda Rousey et Shayna Baszler.
Le 18 décembre à Raw, elles deviennent les nouvelles championnes par équipes de la WWE en battant Chelsea Green et Piper Niven, remportent les titres pour la première fois de leurs carrières et leurs seconds titres par équipes.
Le 26 janvier 2024 à SmackDown, elles ne conservent pas leurs titres, battues par les Kabuki Warriors (Asuka et Kairi Sane), ce qui met fin à un règne de 39 jours.
Le 8 juillet à Raw, elles s'allient officiellement avec Lyra Valkyria mais ensemble, les trois catcheuses perdent face à Damage CTRL (Dakota Kai, IYO SKY et Kairi Sane) dans un 6-Women Tag Team match. Le 30 juillet, elle souffre d'une fracture du nez et doit s'absenter pendant 2 mois. Deux mois plus tard à Raw, Kayden Carter et elle font leur retour et volent à la rescousse de la catcheuse irlandaise, attaquée par Pure Fusion Collective après avoir perdu face à Zoey Stark.

## Palmarès
- World Wrestling Entertainment
  - 1 fois championne par équipes de NXT - avec Kayden Carter
  - 1 fois championne par équipes  - avec Kayden Carter

## Vie privée
Elle a été en couple avec Ricochet. Elle est actuellement en couple avec un homme d'affaires et entraîneur athlétique, Naoufal Abouelhouda.